# Liste der Kulturdenkmäler in Stammen
Die folgende Liste enthält die in der Denkmaltopographie ausgewiesenen Kulturdenkmäler auf dem Gebiet des Ortsteils Stammen der  Stadt Trendelburg, Landkreis Kassel, Hessen.
Hinweis: Die Reihenfolge der Denkmäler in dieser Liste orientiert sich an der Anschrift, alternativ ist sie auch nach der Bezeichnung oder der Bauzeit sortierbar.
Kulturdenkmäler werden fortlaufend im Denkmalverzeichnis des Landes Hessen durch das Landesamt für Denkmalpflege Hessen auf Basis des Hessischen Denkmalschutzgesetzes (HDSchG) geführt. Die Schutzwürdigkeit eines Kulturdenkmals hängt nicht von der Eintragung in das Denkmalverzeichnis des Landes Hessen oder der Veröffentlichung in der Denkmaltopographie ab.

## Stammen
| Bild                      | Bezeichnung                     | Lage                                           | Beschreibung                                                                                   | Bauzeit          | Daten |
| ------------------------- | ------------------------------- | ---------------------------------------------- | ---------------------------------------------------------------------------------------------- | ---------------- | ----- |
| Bild gesucht BW           |                                 | Am Bach 7 Lage                                 |                                                                                                |                  |       |
| Evangelische Filialkirche | Evangelische Filialkirche       | Bei der Kirche Lage                            |                                                                                                |                  |       |
| Bild gesucht BW           | Wohnwirtschaftsgebäude          | Bei der Kirche Lage                            |                                                                                                |                  |       |
| Bild gesucht BW           | Wohngebäude                     | Bei der Kirche 6 und 8 Lage                    |                                                                                                |                  |       |
| Bild gesucht BW           | Fachwerkhaus                    | Bei der Kirche 9 Lage                          |                                                                                                |                  |       |
| Bild gesucht BW           | Rähmbau                         | Bei der Kirche 14 Lage                         |                                                                                                |                  |       |
| Bild gesucht BW           |                                 | Bruchweg 1 LageFlur: 1, Flurstück: 94/2        |                                                                                                |                  |       |
| Bild gesucht BW           |                                 | Bruchweg 4 LageFlur: 1, Flurstück: 10          |                                                                                                |                  |       |
| Bild gesucht BW           |                                 | Schloßstraße 8 Lage                            |                                                                                                |                  |       |
| Bild gesucht BW           |                                 | Schloßstraße 14 Lage                           |                                                                                                |                  |       |
| Bild gesucht BW           |                                 | Schloßstraße 23 LageFlur: 2, Flurstück: 19271  |                                                                                                |                  |       |
| Bild gesucht BW           | Kleine Gebäudegruppe            | Schloßstraße 21 LageFlur: 1, Flurstück: 101    | Kleine Gebäudegruppe in zentraler Lage vor dem Schloß.                                         |                  |       |
| Schloss Stammen           | Sachgemeinschaft Schloß und Gut | Schloßstraße Lage                              | Schlossartiges Herrenhaus im Stil des Weserbarock mit einer etwa 28 × 16 m großen Grundfläche. | Ab 1766 bis 1772 |       |
| Bild gesucht BW           | Schloss Stammen                 | Schloßstraße 27 LageFlur: 2, Flurstück: 194/12 |                                                                                                |                  |       |
| Bild gesucht BW           | Hofgut Stammen                  | Schloßstraße 29 LageFlur: 2, Flurstück: 194/13 |                                                                                                |                  |       |
| Bild gesucht BW           |                                 | Schloßstraße 18 Lage                           |                                                                                                |                  |       |
| Bild gesucht BW           |                                 | Brückeweg 2 Lage                               |                                                                                                |                  |       |